# 서울특별시도 제0103호선
서울특별시도 제0103호선(시흥 ~ 신림선)은 서울특별시 금천구 시흥동 시흥대교와 관악구 신림동 동방1교(미림여고입구)를 잇는 서울특별시도이다.

## 경유도로
- 금하로: 시흥대교 ~ 벽산아파트
- 호암로: 벽산아파트 ~ 동방1교